# مطبخ كردي

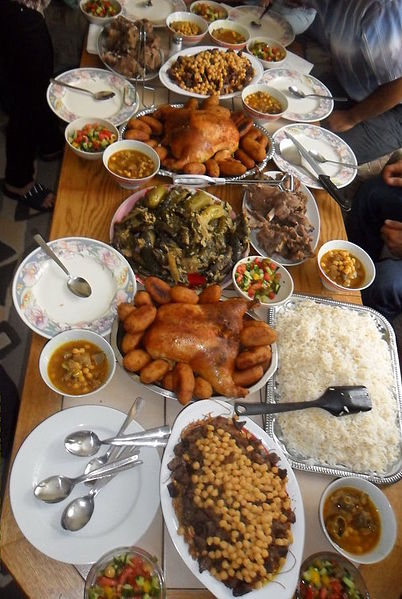
مطبخ كردي

المطبخ الكردي يتألف من مجموعة واسعة من الأطعمة التي يعدها الأكراد في تركيا وإيران والعراق وسوريا أو في أي مكان في العالم، كما الأكراد من كردستان العراق. يشمل النظام الغذائي الكردي على طائفة واسعة من الفواكه والخضروات. الخيار شائع بشكل خاص. كما أن الضأن والدجاج من اللحوم الأولية.
يتكون الإفطار هو عادة الخبز مع العسل أو حليب الجاموس أو الأغنام وكوب من الشاي الأسود. يتم تقديم أطباق الطعام عادة مع الأرز أو الخبز. ويطبخ لحم الظان والخضروات في صلصة الطماطم لصنع اليخنة أوالحساء والذي يقدم عادة مع الأرز. مناخ وتربة كردستان مناسبة للعنب والرمان التين الجوز. للعسل الكردي طعم واضح وخفيف ويباع في كثير من الأحيان مع شهده. كما تنتج كردستان منتجات الألبان من حليب الغنم وحليب الجاموس. كما للأكراد أنواع عديدة من الكفتة والكبة، الزلابية المليئة باللحوم. ويستخدم في المطبخ الكردي الأعشاب الطازجة الوفيرة.